# Peder Knutsson Lillie
Peder Knutsson Lillie (Lillie af Greger Mattssons ätt), var en svensk adelsman och ståthållare.

## Biografi
Peder Knutsson Lillie var son till ståthållaren Knut Jönsson (Lillie) och Margareta Christersdotter Siöblad. Han blev 20 september 1598 ståthållare tillsammans med Bengt Sparre och Erik Ulfsparre på Stegeborgs slott. Lillie blev 1599 ryttmästare vid Södermanlands ryttare.
Lillie ägde gårdarna Kleva i Björnlunda socken och Götevi säteri i Ekeby socken.

### Familj
Lillie gifte sig 8 juli 1589 med Carin Kijl. Hon var dotter till krigsöversten Peder Kijl i Småland och Agneta Drake. De fick tillsammans barnen assessorn Chrisman Lillie (död 1655) i Göta hovrätt, kaptenen Knut Lillie (1594–1668) vid Södermanlands regemente och Margareta Lillie (död 1645) som var gift med landshövdingen Erik Oxe i Koporie, Jama och Ivangorods län.